# Женска фудбалска репрезентација Јапана
Женска фудбалска репрезентација Јапана (јап. サッカー日本女子代表) представља Јапан у међунардоним фудбалским такмичењима за жене. Контролише је Фудбалски савез Јапана. Репрезентација је једном освојила Светско првенство, а двоструки је освајач АФК азијског купа.

## Успеси

### Светско првенство
| Година | Резултат      |
| ------ | ------------- |
| 1991.  | Групна фаза   |
| 1995.  | Четвртфинале  |
| 1999.  | Групна фаза   |
| 2003.  | Групна фаза   |
| 2007.  | Групна фаза   |
| 2011.  | 1. место      |
| 2015.  | 2. место      |
| 2019.  | Осмина финала |
| 2023.  | Четвртфинале  |
| Укупно | 9/10          |

### Олимпијске игре
| Година | Резултат              |
| ------ | --------------------- |
| 1996.  | 1. коло               |
| 2000.  | Није се квалификовала |
| 2004.  | Четвртфинале          |
| 2008.  | 4. место              |
| 2012.  | 2. место              |
| 2016.  | Није се квалификовала |
| 2020.  | Четвртфинале          |
| 2024   | Четвртфинале          |
| Укупно | 6/8                   |